# Lucius Rutilius Ravonianus
Lucius Rutilius Ravonianus war ein im 2. Jahrhundert n. Chr. lebender Angehöriger des römischen Ritterstandes (Eques).
Durch zwei Militärdiplome, die auf den 13. Mai 105 und auf September bis Dezember 107 datiert sind, ist belegt, dass Ravonianus von 105 bis 107 Kommandeur der Cohors I Tyriorum war, die zu diesem Zeitpunkt in der Provinz Moesia inferior stationiert war.